# Баграмов, Эдуард Александрович
Эдуа́рд Алекса́ндрович Багра́мов (16 декабря 1930 - 26 июня 2021) — советский и российский философ, специалист в области социальной философии, этнополитологии, проблем нации. Доктор философских наук, профессор. Заслуженный деятель науки РСФСР (1990).

## Биография
В 1953 году окончил историко-международный факультет МГИМО и стал аспирантом Института философии АН СССР. В 1956 году защитил кандидатскую диссертацию «Критика „психологического“ обоснования расизма».
Десять лет (с 1956 по 1966) проработал в журнале «Политическое самообразование», заведовал международным отделом, был членом редколлегии. Оттуда перешел на работу в ЦК КПСС на должность консультанта.
В 1967 году защитил докторскую диссертацию «Проблема национальных отношений и современные политико-социологические концепции. Критический анализ».
В 1969 году (вместе с Ю. Бромлеем) стал заместителем председателя Научного совета по национальным проблемам при Секции общественных наук АН СССР (ее руководителем был академик Е.М. Жуков). Под эгидой этого совета в 1976-1983 года было проведено 15 научных конференций по национальному вопросу, вышло несколько сборников научных публикаций под общим названием «Национальные отношения в современную эпоху».
С 1971 по 1979 — заместитель главного редактора журнала «Коммунист».
В 1974 — профессор кафедры философии Института повышения квалификации при Академии общественных наук при ЦК КПСС. В этом же году стал членом Американской ассоциации содействия развитию науки.
В 1979 году занял должность старшего научного сотрудника, заведующего сектором, а затем заведующего отделом межнациональных отношений в Институт марксизма-ленинизма при ЦК КПСС, в котором проработал до 1991 года.
Знаковым стало обсуждение доклада Э. Баграмова «Национальные проблемы в современных условиях» на Ученом совете Института марксизма-ленинизма в октябре 1987 года. Оно стало одним из первых попыток осмысления национальных проблем в СССР.
С 1991 по 1993 год работал директором Центра исследований национальных отношений в Российском независимом институте социальных и национальных проблем.
В 1993 году назначен начальником Департамента Государственного комитета РФ по делам федерации и национальностей, где работал до 1994 года.
В 1995 году стал консультантом Департамента стратегии интеграционного развития Межгосударственного экономического комитета СНГ.
С 1999 по 2019 год Э. Баграмов был профессором кафедры социально-гуманитарных наук Московского городского педагогического университета.
В 2000 году занимал должность заместителя директора Института социально-политических исследований РАН.

## Научная деятельность
Ещё с конца 50-х годов Э. Баграмов неизменно придерживался конкретно-исторического воззрения на национальный вопрос, несовместимого с тезисом о его «окончательной» решённости в СССР. В своих исследованиях разрабатывает вопросы научной методологии при изучении национальных отношений, национальной психологии и национального характера (см. например, доклад, подготовленный Э. А. Баграмовым в 1973 году для Всемирного философского конгресса «К вопросу о научном содержании понятия «национальный характер»).

## Основные работы
- О «психологической» разновидности американского расизма // Вопросы философии. 1955. № 2.
- Миф о противоположности Запада и Востока: об одной реакционной концепции колонизаторов. М., 1958.
- Буржуазная социология и проблема «национального характера» // Вопросы философии. 1964. № 6.
- Национальный вопрос и буржуазная идеология (критика новейших политико-социологических концепций). М., 1966.
- Ленинизм и некоторые аспекты национального вопроса в современную эпоху // Вопросы философии. 1970. № 3.
- Диалектика национального и интернационального // Вопросы философии. 1970. №  4.
- Национальный вопрос в борьбе идей. М., 1982.
- Национальная политика и национальная психология // Жизнь национальностей. 1990. № 3-4.
- Нация и национальная психология (в поисках концептуальных подходов) // Евразия. Народы. Культуры. Религии. 1993. № 1.
- Этнические проблемы // Образ России. Русская культура в мировом контексте. М., 1998.
- Национальные идеи в евразийском контексте // Россия в XX веке. Проблемы национальных отношений.  М., 1999
- От евразийской идеи — к евразийскому сообществу // Евразия. Народы. Культуры. Религии. 2001. № 1-2.
- Статьи "Евразийство", "Этнос, народ, нация" // Российская цивилизация: этнокультурные и духовные аспекты. Энциклопедический словарь. М., 2001.
- Национальная проблематика прежде и теперь (субъективные заметки) // Академик Ю.В. Бромлей в отечественной этнологии. 1960-1990-е годы. М., 2003.
- Межэтнические отношения и проблема толерантности // Наука, политика, предпринимательство, 2004, № 2.
- Национальная проблематика: в поисках новых концептуальных подходов // Вопросы философии. 2010. № 3.
- Национальная проблематика. В поисках новых концептуальных подходов. М., 2016. 320 с.